# La Natividad (Barocci)
La Natividad es una pintura de Federico Barocci de 1597. El original se exhibe en el Museo del Prado de Madrid. La Pinacoteca Ambrosiana de Milán tiene un ejemplar idéntico pero un poco más grande, que Barocci conservó como modelo para posibles réplicas.

## Presentación
En un establo con un burro y un buey vemos al niño Jesús recién nacido acostado sobre paja en un pesebre. No hay fuente de luz excepto la luz divina que irradia el mismo Hijo del Hombre. Particularmente recae sobre su madre María, quien la acepta agradecida y tiernamente extiende los brazos. José se para más en las sombras y deja entrar a dos pastores que asoman la cabeza por la puerta y les muestra al niño. Los signos del zodíaco están inscritos en un anillo de metal debajo de Jesús y María. Esto indicaría la importancia cosmológica del evento descrito.
El ambiente de la escena es íntimo y hogareño. Barocci usó cálidos tonos pastel y cuidó mucho las manos. Su composición estructurada en diagonal es inusual para el tema.

## Historia
El cuadro fue encargado por Francesco María II della Rovere, duque de Urbino. En respuesta a una petición (más o menos disimulada) de una obra de Barocci por la reina española Margarita de Austria, y viendo que el pintor producía ya muy poco por achaques de salud, el duque accedió a desprenderse de este cuadro de su colección y a enviarlo a España en 1605. Se sabe por una carta del embajador de Urbino en Madrid que la obra gustó mucho a la reina, quien elogió su calidad y destacó que era «muy alegre, y devota».
Previamente Barocci había retenido una copia para sí mismo en un formato un poco más grande y presumiblemente la guardó en su estudio en el Palacio Arzobispal; dijo que era una de las cosas más preciadas que poseía. Esta réplica, actualmente en la Pinacoteca Ambrosiana, se consideró pintada por el mismo Barocci hasta que se atribuyó a un discípulo, Alessandro Vitali.